# Bernhelm Booß-Bavnbek

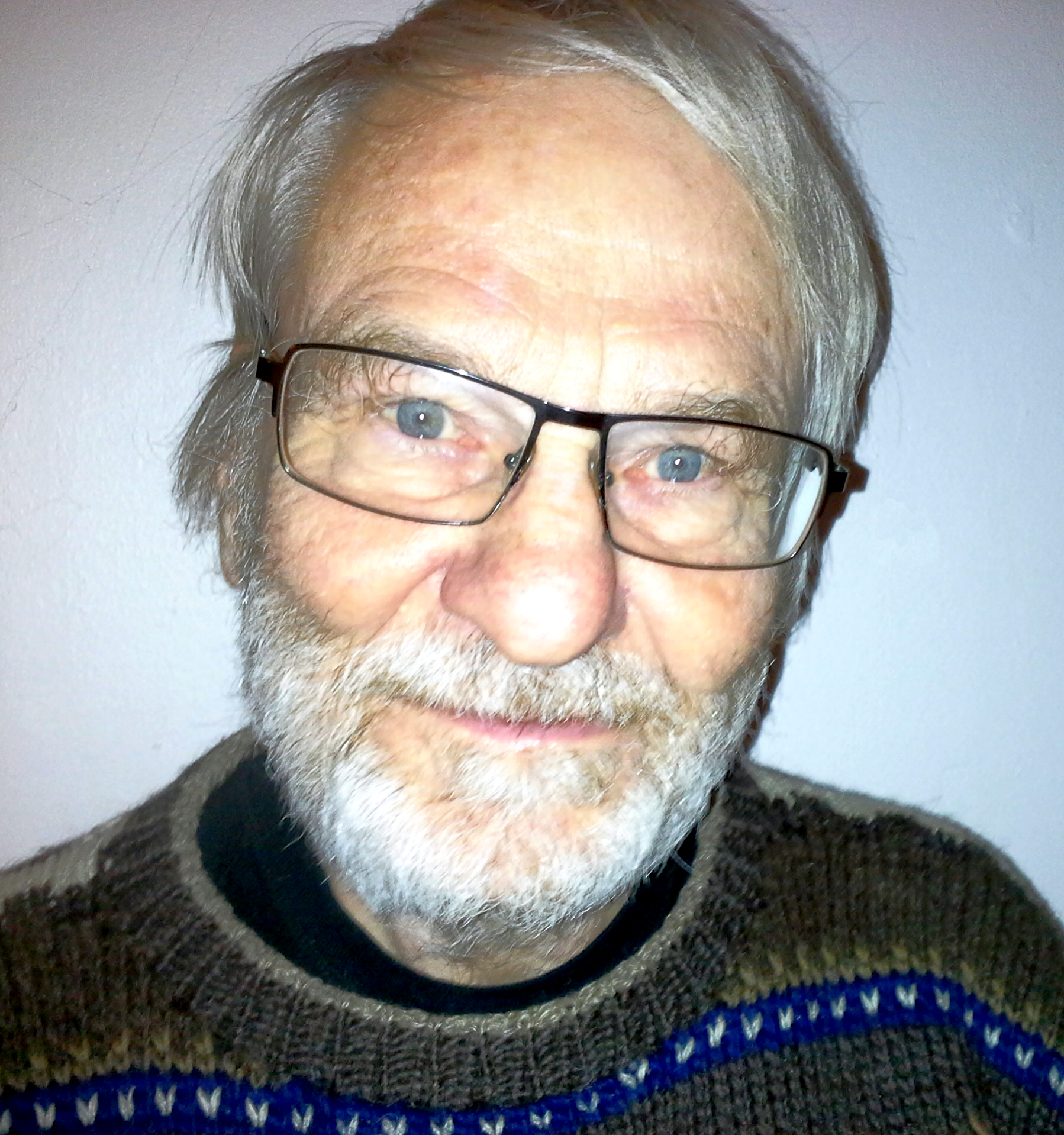
Bernhelm Booß-Bavnbek, 2017

Bernhelm Booß-Bavnbek, auch Booss-Bavnbek, früher Bernhelm Booß, (* 1941, Essen) ist ein deutscher Mathematiker, der sich insbesondere mit globaler Analysis befasst. Er ist Professor emeritus an der Universität Roskilde in Dänemark.
Booß wurde 1971 bei Friedrich Hirzebruch an der Universität Bonn promoviert (Elliptische Topologie von Transmissionsproblemen).
Er forschte und publizierte über geometrische Aspekte von partiellen Differentialgleichungen und hierbei insbesondere über Anwendungen der Indexsätze elliptischer Differentialoperatoren (Atiyah-Singer-Indexsatz). Weitere Arbeitsgebiete waren die mathematische Modellierung in den Naturwissenschaften und speziell ihre Anwendung in der theoretischen Physik (Eichtheorien, Quantengravitation) und der Biologie. So war Booß-Bavnbek leitender Herausgeber einer großen Monographie zur mathematischen Modellierung biologischer Systeme anhand des Beispiels der Regulation der Exozytose von Pankreas β-Zellen.
Daneben beschäftigte sich Booß-Bavnbek auch mit Fragen der mathematisch-militärischen Forschung aus Sicht der Friedensforschung und engagierte sich im International Network of Engineers and Scientists for Global Responsibility (INES).
Politisch engagierte sich Booß-Bavnbek zunächst in der Aktion Demokratischer Fortschritt, für die er bei der Bundestagswahl 1969 erfolglos auf deren nordrhein-westfälischer Landesliste kandidierte, und später in der DKP. Dies führte für ihn in der BRD zu einem Berufsverbot, so dass er nach Dänemark emigrierte.

## Schriften
- Topologie und Analysis. Einführung in die Atiyah-Singer-Indexformel. Springer, Berlin u. a. 1977.
- mit David Bleecker: Topology and analysis: the Atiyah-Singer index formula and gauge-theoretic physics. Springer, 1985 (englische Ausgabe seines Buches Topologie und Analysis).
- mit Krzysztof P. Wojciechowski: Elliptic boundary problems for Dirac operators. Birkhäuser, 1993.
- Herausgeber mit Jens Høyrup: Mathematics and war. Birkhäuser, 2003.
- Herausgeber mit Giampiero Esposito, Matthias Lesch: New paths to quantum gravity. Springer, 2010.
- Herausgeber mit B. Kloesgen, J. Larsen, F. Pociot, E. Renström: BetaSys, Systems Biology of Regulated Exocytosis in Pancreatic β-Cells. Springer, 2011.
- mit David Bleecker: Index Theory with Applications to Mathematics and Physics. International Press of Boston, 2013.
- mit Chaofeng Zhu: The Maslov index in symplectic Banach spaces. ResearchGate, 2014.